# Dora Ruždjak Podolski
Dora Ruždjak Podolski (Zagreb, 24. kolovoza 1971.), hrvatska kazališna redateljica.

## Životopis
Završila je Školu za ritmiku i ples te Klasičnu gimnaziju u Zagrebu. Studirala je latinski i grčki jezik na Filozofskom fakultetu u Zagrebu, a 1997. godine diplomirala kazališnu režiju i radiofoniju na Akademiji dramske umjetnosti u Zagrebu. 
Do sada je režirala preko sedamdeset naslova, a među najdraža ostvarenja ubraja: Madama Butterfly (G. Puccini), La Traviata (G. Verdi), Tragedija mozgova (J. P. Kamov), Ježeva kućica (B. Ćopić), Chicago (Kander - Fosse - Ebb), Priča o vojaku (Stravinski - Ramuz), "Ljepotica i zvijer" (Woolverton - Rice - Ashman), "La Boheme" (Puccini), "San ljetne noći" (Shakespeare), "Žena - bomba" (Ivana Sajko), "Acis i Galatea" (Haendel), "Svaki pas ima svoj dan" (Appelt - Mihanović), "Slučajevi običnog ludila" (Petar Zelenka), "Čarobna frula" (W.A. Mozart), "Cabaret" (Masterof, Kander), "Slavuj" (Stravinsky), "Dorothy Gale" (Zajec), Ana Karenjina"(Tolstoj), Posljednji dani mira (Ivan Vidić), Črna mati zemla (Kristian Novak/Zajec). Režirala je u Hrvatskom narodnom kazalištu u Zagrebu, Splitu, Osijeku i Rijeci, na Dubrovačkim ljetnim igrama, u Zagrebačkom kazalištu mladih, Gradskom kazalištu "Komedija", "Gavelli", "Trešnji" i brojnim drugima diljem Hrvatske. 2002. godine postavlja operu "Nikola Šubić Zrinjski" u Missisauga Operi u Torontu, 2007. "Chicago" u St.Petersburgu, a kao redateljica gostuje i u Bosni i Hercegovini, Crnoj Gori i Sloveniji. Režirala je i dodjele Novinarske rock-nagrade "Crni mačak" (1999., 2000.) Hrvatske diskografske nagrade Porin (1999., 2003., 2008.), Nagrade hrvatskog glumišta (2004., 2009., 2013. i 2014.), te Svečano otvaranje Dubrovačkih ljetnih igara (2005., 2009., 2010., 2011.). Režira svečanost ulaska Republike Hrvatske u Europsku uniju, 1.srpnja 2013. 
S redateljicom Frankom Perković osnovala je Kazališnu udrugu frustriranih redatelja (KUFER) koja je afirmirala niz mladih umjetnika, redatelja, glumaca, plesača i koreografa. Zajedno su je vodile od 2000. do 2012. Trenutačno vode "Umjetničku organizaciju Ruždjak i Perković" (RUPER). Autorica je i zbirke pjesama "Šetač", za koju je nagrađena nagradom "Goran" za mlade pjesnike. Dobitnica je Nagrade hrvatskog glumišta za režiju mjuzikla "Chicago" (2004.), za režiju mjuzikla "Ljepotica i zvijer" (2008.), za režiju opere "Madame Buffault" B.Papandopula (2015.) te za režiju dramske predstave "Črna mati zemla" (2017.) Za režiju "Črne mati zemle" nagrađena je i na 32. Gavellinim večerima kao i nagradom "Marul" na 28. Marulićevim danima, na kojima je ovo djelo nagrađeno i za najbolju predstavu u cjelini. "Črna mati zemla" nagrađena je nagradom publike na 63.Sterijinom pozorju. Za predstavu "Postojani kositreni vojnik" dobiva nagradu za režiju na Naj, naj, naj festivalu. Predstave "Ljubavni napitak", "Čarobna frula", "Slavuj", "Madame Buffault", "Agrippina" te "Cosi fan tutte" nagrađene su Posebnom rektorovom nagradom (2008., 2010., 2013., 2015., 2016. i 2018.), a "Čarobna frula" te "La Boheme"  diplomom "Milka Trnina". Predstave "Chicago", "Ljepotica i zvijer", "Cabaret" i "Črna mati zemla" nagrađene su Nagradom hrvatskog glumišta za najbolju predstavu u cjelini. S redateljem Sašom Božićem napisala je tekst "Rent a friend" koji je nagrađen ASSITEJ-evom nagradom 2012.  Predaje glumu na Muzičkoj akademiji i Akademiji dramske umjetnosti u Zagrebu. Od 2009. do 2012. bila je ravnateljicom dramskog programa Dubrovačkih ljetnih igara, a od kolovoza 2017. obnaša dužnost intendantice Dubrovačkih ljetnih igara. 

## Vanjske poveznice
- Dora Ruždjak Podolski (Hrvatsko narodno kazalište u Zagrebu)  Arhivirana inačica izvorne stranice od 11. veljače 2006. (Wayback Machine)